# Carnbee-Patience Hill
Carnbee-Patience Hill es una localidad de Trinidad y Tobago, que forma parte de la parroquia de St. Andrew.

## Geografía
La localidad abarca parte de la isla de Tobago y limita al norte con Orange Hill (localidad perteneciente a la parroquia de St. Patrick), al sur con Old Grange-Sou Sou Lands (localidad perteneciente a la parroquia de St. Patrick), al este con Patience Hill, Signal Hill-Patience Hill y Sherwood Park y al oeste con Bethel-Mt. Gomery.

## Demografía
Datos demográficos de la localidad de Carnbee-Patience Hill:
| Gráfica de evolución demográfica de Carnbee-Patience Hill entre 2000 y 2011 |
|                                                                             |